# Галерія Валерія
Галерія Валерія (лат. Galeria Valeria, при народженні — просто Валерія; 280—315) — дочка римського імператора Діоклетіана та дружина римського імператора Галерія у 293—311 роках.

## Життєпис
Народилася в сім'ї військового очільника Діокла та його дружини Приски. У 285 після смерті тодішнього імператора Карина її батько став новим імператором, взявши себе нове ім'я — Діоклетіан. Розуміючи неспроможність однієї людини очолювати величезну імперію, Діоклетіан заснував нову систему давньоримської влади — Тетрархію, що спиралася на керування країною чотирма особами. 
У 293 році задля зміцнення стосунків між тетрархами батько видав Валерію заміж за Галерія, що був тоді цезарем (молодшим правителем). Вона стала називатися Галерією Валерією та всиновила Кандидіана, сина Галерія від його коханки. У 305 році після добровільного зречення Діоклетіана, його місце імператора на сході зайняв Галерій. У 308 році Галерія Валерія отримала титул Августи, що зазвичай надавався дружинам імператорів. До того ж, на її честь Галерій назвав новоутворену провінцію Паннонія Валерія. Разом з тим Валерія марно намагалася спонукати чоловіка припинити переслідування християн. За натяками Лактанція, вона, як і її матір Приска, була християнкою.
Перед смертю у 311 році Галерій заповів своєму наступникові Ліцинію піклуватися про свою дружину та її мати. Втім, відразу Ліциній почав затискати Галерію Валерію за її прихильність до християнства. Тоді вона перебралася до претендента на трон Максиміна Дази. Але і в нього вона стикнулася з переслідуванням через бажання Максиміна одружитися з Валерією. Після програшу Ліцинію в битві при Тзіраллі 313 року Максиміна було схоплено та страчено. Син Валерії, Кандидіан, потрапив у полон і був переміщений до Нікомедії. Валерія хоч і не відступилася від свого названого сина, але не змогла завадити його страті.
Згодом Валерія разом із матір'ю, яка приїхала до неї, втекла від Ліцинія та протягом 15 місяців переховувалися в Македонії. Зрештою у 315 році вони обидві були схоплені й страчені у Салоніках.
Канонізована Християнською Церквою як свята мучениця. День пам'яті - 7 (20) червня.